# Abdou Diouf
Abdou Diouf (Luoga, 7. rujna 1935.), afrički političar i državnik, 2. predsjednik Senegala, poznat po tome što se na vlast popeo mirno i na isti način s nje sišao.
Rodio se u mjestu Luoga, a školovao u domovini i inozemstvu. Pravo je diplomirao 1959. godine. Vrativši se kući početkom 1960-ih, obnašao je mnoge visoke političke dužnosti u administraciji predsjednika Senghora. Bio je ministar planiranja i industrije, a u 27. godini života Leopold mu daje povjerenje, te Abdou postaje premijer, jer je njegov prethodnik zlorabio položaj i pokušao izvesti puč. Na položaju premijera se iskazao, tako da je kada su došle 1980-e godine, a Senghor odstupio s položaja predsjednika na Staru godinu 1980., Abdou je postao novi predsjednik sljedeće jutro.
Dopuštao je političku aktivnost, te se smatra jednim od najboljih političara post-kolonijalne Afrike. Već 1983. održani su izbori. Sudjelovalo je 14 stranaka. Na prijašnjim izborima sudjelovale su 4 stranke, a Senegal ih danas ima čak 65. I 1988. ponovno je održao izbore, ponovo odnoseći pobjedu. Jedna od njegovih najvećih zasluga jest ta da je stopa zaraženih HIV-om manja od 2 %.
Izgubivši izbore 2000. godine, mirno se povukao s položaja, a naslijedio ga je Abdoulaye Wade, njegov dugogodišnji politički protivnik. Sam Wade je rekao da Dioufu treba biti dodijeljena Nobelova nagrada za to što je mirno sišao s vlast. Trenutno je glavni tajnik Frankofonije.